# Testament sacramental de Ramon Berenguer IV (1162)
El testament de Ramon Berenguer IV fou un testament sacramental (oral i davant testimonis) fet el 4 d'agost del 1162 a Borgo San Dalmazzo i del qual foren testimonis el Gran Senescal de Barcelona Guillem Ramon I de Montcada, Albert de Castellvell, i el mestre Guillem, capellà del comte.

## Context
El comte Ramon Berenguer IV es trobava implicat en les guerres pel domini de Provença. El 1162 el comte de Barcelona Ramon Berenguer IV i son nebot Ramon Berenguer III de Provença determinaren que Hug II dels Baus havia actuat amb perjuri per haver trencat l'acte d'homentage. Amb aquest objectiu s'acordà que per l'1 d'agost del 1162 es faria concòrdia amb l'emperador Frederic I del Sacre Imperi Romanogermànic a Torí. Primerament Ramon Berenguer IV i Ramon Berenguer III de Provença viatjaren per mar fins a Gènova, i des d'allí seguiren amb tota la seva cort cap a Torí, però abans d'arribar-hi sobrevingué una gran malaltia al comte de Barcelona, i hagué d'aturar-se a Borgo San Dalmazzo. Veient que la malaltia era mortal, ordenà de paraula el seu testament.

## Antecedents

### Capítols matrimonials de Barbastre
La noblesa aragonesa rebutjà el casament de Peronella amb el fill Alfons VII de Castella, temerosos de caure sota el domini de Castella. Del 24 d'agost del 1136, a l'11 d'agost del 1137 es va forjar un pacte entre Ramon Berenguer IV de Barcelona i Ramir II d'Aragó per tal de casar el jove comte de Barcelona amb la filla del rei, Peronella d'Aragó, que tenia un any d'edat.
El rei donà al comte sa filla per muller amb el seu regne tal com s'estenia i havia posseït son pare i rei Sanç Ramires, rei d'Aragó i Pamplona, i per sos germans els reis Pere I d'Aragó i Alfons I d'Aragó, restant en llei i força els seus furs, costums i usatges que en temps dels seus precedessors havien tingut els aragonesos i eren vigents al regne. Restava el comte com a rei en cas que la seva muller Peronella morís sense fills. També li encomenava les terres i súbdits en homenatge i jurament que li guardarien fidelment la vida i el cos del comte sense cap engany, i que l'obeirien lleialment, guardant la fidelitat que li devien a sa filla, que era la seva senyora natural, amb la condició que si ella moria quedaria el regne subjecte al comte sense cap contradicció, i que el tindria i posseiria després de la mort del rei.
Per la seva part, el rei Ramir II seria rei mentre visqués, i seria senyor i pare en el regne d'Aragó i en els comtats del comte de Barcelona mentre li plagués.

### La confirmació d'Ayerbe
El 27 d'agost del 1137 el rei Ramir II d'Aragó confirmà de declaració feta setze dies abans relativa a la declaració d'írrites de qualsevulla donacions que poguera fer al regne d'Aragó. L'historiador Antonio Ubieto Arteta assenyalà que la raó d'aquest document podria ser que el rei Ramir II d'Aragó hagués fet alguna donació a particulars després de firmar els Capítols matrimonials de Barbastre (1137), però que amb aquest document es comprometia a no fer-ne mai més cap, si no comptava amb l'aprovació del comte Ramon Berenguer IV; i que si en feia cap més sense el consentiment del comte, la donació seria considerada nul·la.

### La renúncia pública de Saragossa
El 13 de novembre del 1137, vora tres mesos després del pacte matrimonial, Ramir II d'Aragó comunicà als seus súbdits que havia fet donació de sa filla i del seu regne al comte Ramon Berenguer IV de Barcelona. L'historiador Antonio Ubieto Arteta interpreta el document com un pas més del rei Ramir II d'Aragó en el deixament de l'exercici de drets i prerrogatives, i on cedia pràcitcament la potestas (poder) reial al comte Ramon Berenguer IV, reservant-se tan sols la fidelitat que el comte de Barcelona li devia a Ramir II com a rei d'Aragó. Amb aquest document es completava el procés successori:
- potestas (poder) reial d'Aragó: Ramir II va lliurar la potestas a Ramor Berenguer IV, que a partir d'aleshores va esdevenir governant i exercí el principatum (cabdillatge militar i govern) sobre els barons.
- honor (propietat) reial d'Aragó: Ramir II va lliurar sa filla amb el seu regne a Ramon Berenguer IV, no el regne d'Aragó directament. El regne d'Aragó tan sols passaria a Ramon Berenguer IV en el cas que Peronella morís, però com que això mai no succeí, la propietat del regne fou sempre de la seva muller, Peronella. Ramir II es reservà la propietat de les esglésies. Ramir II no va poder entregar la propietat del regne a Ramon Berenguer perquè les terres patrimonials del rei, la terra regis, tan sols podien donar-se als membres de la família reial aragonesa, i Ramon Berenguer IV no va ni integrar-se, ni formar part de la casa aragonesa. A l'ésser marit de Peronella d'una banda, i rebre la donació del regne per part dels Ordes militars de l'altra, va exercir el dominatum, com a senyor propietari del regne d'Aragó, però en darrer terme, la propietat de la terra regis fou de Peronella, que en el seu testament el donà a son fill, el futur rei Alfons el Cast.
- dignitat (títol) reial d'Aragó. El comte de Barcelona mai no va rebre la dignitat reial, que Ramir II es reservà per a ell. Fins després de la mort d'aquest, el 1157, el comte de Barcelona no va prendre la dignitat reial. La dignitat (títol) que prengué Ramon Berenguer IV fou la de Príncep dels aragonesos i Dominador del regne dels aragonesos, dignitats que Ramon Berenguer IV sempre va posar en lloc secundari per darrere del seu títol principal, el de ser Comte de Barcelona.

### Tractat de Carrión
El Tractat de Carrión és un tractat signat el 21 de febrer del 1140 a Carrión de los Condes (Regne de Lleó) entre el comte de Barcelona i príncep d'Aragó Ramon Berenguer IV i Alfons VII de Castella pel qual el comte recuperà la tinença del regne de Saragossa, ocupat pel castellà, a canvi de retre homenatge a Alfons VII i cedir-li algunes viles. També s'estipulava la invasió i repartiment de Navarra entre Aragó i Castella.

### Cessions de les Orders militars a Ramon Bereguer IV
La Cessió dels Ordes militars són els tres tractats pels quals els Ordes militars cediren el 1140 i el 1141 a Ramon Berenguer IV, comte de Barcelona i príncep d'Aragó, els drets que havien rebut sobre les terres del difunt rei Alfons I «el Bataller» i que aquest els havia cedit.

### Casament de Ramon Bereguer IV amb Peronella I d'Aragó
El Casament de Ramon Berenguer IV i Peronella Ramires se celebrà l'agost del 1150 a Lleida. Com que Peronella va néixer el 29 de juny de 1136, i que els Capítols matrimonials de Barbastre (1137) s'havien signat l'11 d'agost del 1137, tot plegat indicaria que l'agost del 1150 la reina Peronella havia complert ja els catorze anys, la majoria d'edat establerta pel dret canònic per a poder contraure matrimoni.

### Testament de Peronella de 1152
Estant de part, la reina ordenà el seu testament el 4 d'abril del 1152; en el testament deixava al fill que nasqués com a hereu del regne d'Aragó amb els límits que l'havia tingut el rei Alfons I d'Aragó, ordenant que mai fes per cap ciutat ni vila que heretés o guanyés als musulmans cap mena de reconeixement als castellans. Així mateix ordenà que durant la vida del pare, el comte de Barcelona i príncep d'Aragó, fos governat per ell, i que després el succeís el seu futur fill. En cas que no visqués cap fill, que tot quedés en mans del seu marit, el comte de Barcelona. Així mateix ordenava que si en lloc d'un mascle tenia una filla, aquesta restaria exclosa de la successió, declarant que fos casada d'acord amb el seu rang i que el regne restés per al seu marit el comte de Barcelona.

## Testament sacramental
El 4 d'agost del 1162 manifestà les seves darreres voluntats en presència del Gran Senescal de Barcelona Guillem Ramon I de Montcada, d'Albert de Castellvell, i del mestre Guillem, el seu capellà. Tres dies després, el 7 d'agost del 1162, morí el comte Ramon Berenguer IV de Barcelona. La lectura pública del testament es va fer en l'assemblea general d'Osca l'11 d'octubre del 1162.
- El comte deixava a son fill primogènit anomenat Ramon (futur rei Alfons II d'Aragó «el Cast»), tota l'honor (propietat) que tenia a Aragó i Barcelona i en tots els seus dominis, excepció feta dels següents:
- L'honor (propietat) del comtat de Cerdanya tal com l'havia tinguda Bernat Guillem (darrer comte de Cerdanya), la Senyoria de Carcassona amb tota la seva terra i el feu que Ramon Trencavell I tenia per ell, i els drets que tenia a Narbona i el feu que la vescomtessa Ermengarda de Narbona tenia per ell. Tot això ho deixava a son segon fill Pere (futur Ramon Berenguer IV de Provença), que tindria aquestes en feu de son germà primogènit Ramon, a qui havia de retre homenatge per elles.
- L'honor (propietat) del comtat de Besalú seria per a la seva muller Peronella I d'Aragó

Si el primogènit Ramon moria sense fills legítims, el seu segon fill Pere rebria l'herència del primogènit, i la d'aquest passaria al tercer fill anomenat Sanç (futur Sanç de Barcelona i d'Aragó). I si Pere moria sense fills legítims, tot passaria al tercer fill Sanç. Així mateix deixava com a tutor i protector dels seus al rei Enric II d'Anglaterra, amic seu i casat amb Elionor d'Aquitània, cosina de la reina Peronella.
| « | Això és un trasllat fet fidelment. Aquesta és la clàusula del jurament de la darrera voluntat del senyor i ínclit Ramon Berenguer, comte dels barcelonins i príncep dels aragonesos, d'acord amb la manera del quart ordre fet «Qui en l'instant de perill de greu malaltia quan els llibres no van ésser trobats», per Guillem Ramon dapifer i Albert de Castellvell i el mestre Guillem, el seu capellà, per això per a ésser manifestat i corroborat. Per aquest motiu nosaltres els dits més amunt juntament donem veritable testimoni davant la presència de Bernat, arquebisbe de Tarragona, i de Guillem, bisbe de Barcelona, i de Pere, bisbe de Vic, i de Gausfred, bisbe de Tortosa, i de Pere, bisbe de Saragossa, i de Guillem, bisbe de Girona, i de Artal, bisbe d'Elna, i de Martí, bisbe de Tarassona, i de Guillem Pérez, bisbe de Lleida, i del jutge Miró, i de molts altres magnats de la terra, tant aragonesos com barcelonins, jurem per Déu viu i veritable, i sobre els sants quatre evangelis, i sobre aquestes condicions amb les nostres mans jurant, ens va esdevenir que nosaltres vam veure i sentim, i allà presents érem, quan el predit i venerable comte, anant al col·loqui acordat entre ell i l'emperador Romà al costat de la ciutat de Torí, agreujat de la malaltia de la qual va morir al burg de Sant Dalmau, mentre encara estava en la seva plena memòria i paraula, va ordenar la seva darrera voluntat en les seves coses només amb paraules, en les quals va deixar el seu cos per a ésser enterrat a Santa Maria de Ripoll, amb el senyoriu de Molló, com ja anteriorment ho havia donat. I va deixar a son fill gran Ramon tots la seva honor d'Aragó i de Barcelona i tota altra honor on vulgui que ho tingués, a excepció del comtat de Cerdanya, que el va deixar al seu altre fill anomenat Pere, íntegrament, amb tota l'honor que Bernat Guillem, comte de Cerdanya, tenia i havia el dia de la seva mort a tot arreu. I va deixar a son fill Pere el senyoriu de Carcassona i tot altre la seva honor i feu que Trencavell tenia i per ell hi havia. I de nou va deixar a son fill Pere es dret que tenia a Narbona o després li devia correspondre, per tal pacte que aquestes coses sobredites que a ell va deixar el sobredit Pere les tingui i hagi per Ramon, son germà gran, i tot seguit li faci homenatge i fidelitat i li serveixi. I manà que tot el que va deixar a son fill Pere el tingui Ramon, son fill, fins que Pere son germà sigui cavaller. I va deixar a la reina la seva dona Besalú i Ribas, mentre visqués. I manà que si son fill Ramon morís sense infant de legítim matrimoni, tot el que el va deixar vagi a Pere, son fill, i totes les coses que va deixar a Pere, vagin a Sanç, son fill menor, i faci les conveniències i fidelitats i homenatge Sanç a Pere com Pere havia de fer a son germà Ramon. I si el ja esmentat Pere morís abans que Ramon, sense infant legítim, tota la seva honor torni a Sanç, son germà i faci el predit homenatge i fidelitat i servei a son germà Ramon. I si Ramón i Pedro morissin sense fill de legítim matrimoni, tot el més amunt dit d'ells revertiria a Sanç. També va dividir tota la capella de l'església de Sant Ruf, que està al costat de Lleida, i va manar que tots els deutes seus es paguessin de les rendes i sortides de la seva honor. Va deixar tota la seva honor i fill en batllia, protecció i defensa del senyor Enric, rei d'Anglaterra. Tot això el ja esmentat comte va ordenar als seus només de paraules, les nonas d'agost (4 d'agost) de l'any de l'encarnació del Senyor MCLXII (1162), any vint-i del regnat de Lluís el Jove, i després de la seva mort així va manar que es complís. Després empitjorant de la seva malaltia dèbilment d'aquest segle va marxar a Déu el VII idus (7 d'agost), no havent canviat la seva voluntat que nosaltres sabéssim. Per això aquesta última voluntat del testador nosaltres ja citats testimonis, com vam veure i sentim i per ell preguem vam anar, als sis mesos, al costat de la presència dels sobredichos, legalment jurant amb dret, amb les nostres pròpies mans el corroborem, amb extensa preparació, al costat d'Osca, l'11 d'octubre del mateix any. Sig + num Guillem Ramon Dpifer Sig + num Albert de Castellvell. Jo Guillem capellà del senyor comte subscrip. Sig + num Bernardi terrachonensis Archiepiscopi. Sig + num Guillelmi barchinonensis episcopi. Sig + num Martini tirassonensis episcopi. + Petrus ausonensis episcopus subscric. Guillelmus Dei gràcia gerundensis ecclesie episcopus subscric. + Artalli elenensis episcopi. Sig + num Guillelmi ilcrdensis episcopi. Petrus Dei gràcia cesaraugustanus episcopus. Ego Gaufredus dertusensis diocesis episcopus. A més nosaltres els sobredits testimonis G. Ramon i A. de Castellvell i G. capellà jurem i testifiquem que el sobredit venerable comte, mentre encara estigué en la seva plena memòria, va deixar al seu fill Pere tot el feu que dona Ermengarda, vescomtessa de Narbona, tenia per ell, i a Hug de Cervelló mil auris al seu empeny de Vilamajor, que ja a ell havia subordinat, pel seu deute, i així veritable ser amb les nostres pròpies mans ho jurem per Déu i aquests sants. Sig + num Arnaldi Mir comitis pallariensis. Sig + num Petri de Castelazol. Sig + num Palasin. Sig + num Sancii Ennechons de Daroca. Sig + num Gallimó Exemenes de Belgit. Sig + num Fertun Acenars de Tirassonia. Sig + num Deus ajuda. Sig + num Petro Lopez de Luisa. Sig + num Marxo de Oscha. Sig + num Petri Lopez de Lluna. Sig + num peregrini de Castelazol. Sig + num Fortunii de Stada. Sig + num Blascho Massa. Sig + num Arpa. Sig + num Raimundi de Podioalto. Sig + num Guillelmi de Cervera. Sig + num Geralldi de Jorba. Sig + num Guillelmi de Castrovetulo. Sig + num Raimundi Fulchonis Cardonensis. Sig + num Bertrandi de Castellet. Sig + num Guillelmi de Montcada. Sig + nuin Arnalldi de Lerçio. Sig + num Guillelmi de Castrovetulo junioris. Sig + num Ottonis. Sig + num Bernardi de Rochafret. Sig + num Raimundi de Torroja. Sig + num Guillelmi Montispessulani. Sig + num P. reina d'Aragó i comtessa de Barcelona muller del dict comte que hoc laude et propria manu mea confirmo et corroboro. Sig + num Mironis judicis. Sig + num Bernardi Marcucii. Sig + num Ugonis de Cervilione barchinonensis sacriste qui huic testament interfui apud Sanctum Dalmacium et hujns rei testis sum et sicut vidi et audivi ita verum esse manu propria rogatus juro et dic per Deum et hec sancta. Sig + num Dominici scriptoris qui hanc voluntatem novissimam et Judicium domini comitis rogatus scripsit desembre et anno quo supra. | » |